# Red Hamill
Pour les articles homonymes, voir Hamill.
Robert George Hamill (né le 11 janvier 1917 à Toronto au Canada - mort le 16 décembre 1985) est un joueur professionnel canadien de hockey sur glace qui évoluait au poste d'ailier gauche.

## Biographie
Hamill obtient son premier contrat professionnel en signant comme agent libre le 26 octobre 1937 avec les Bruins de Boston. Il ne joue que 6 matchs de saison régulière lors de chacune des deux premières années qu'il passe avec les Bruins, mais il participe aux 12 matchs des séries éliminatoires de la saison 1938-1939 et remporte la coupe Stanley face aux Maple Leafs de Toronto. Il ne parvient cependant pas à s'imposer dans l'effectif des Bruins, passant une grande partie de son temps avec le club-école des Bruins, les Bears de Hershey dans l'International American Hockey League (qui devient en 1940 la Ligue américaine de hockey). Sa carrière dans la Ligue nationale de hockey démarre réellement quand il est vendu aux Black Hawks de Chicago le 18 décembre 1941 ; il joue 8 saisons complètes avec les Black Hawks, dont il devient le capitaine lors de la Saison 1946-1947 de la LNH, pour un total de 358 matchs, avec une interruption de deux ans en raison de la Seconde Guerre mondiale. Il termine sa carrière professionnelle en 1951 dans la United States Hockey League avant de prendre sa retraite et de devenir entraîneur.

## Statistiques
| Saison     | Équipe                        | Ligue      |     | Saison régulière | Saison régulière | Saison régulière | Saison régulière | Saison régulière |    | Séries éliminatoires | Séries éliminatoires | Séries éliminatoires | Séries éliminatoires | Séries éliminatoires |
| Saison     | Équipe                        | Ligue      | PJ  | B                | A                | Pts              | Pun              | PJ               | B  | A                    | Pts                  | Pun                  |                      |                      |
| 1934-1935  | Young Rangers de Toronto      | OHA-Jr.    |     |                  |                  |                  |                  |                  |    |                      |                      |                      |                      |                      |
| 1935-1936  | Porkies de South Porcupine    | NOJHA      |     |                  |                  |                  |                  |                  |    |                      |                      |                      |                      |                      |
| 1936-1937  | Redmen de Copper Cliff Jr.    | NOJHA      | 3   | 10               | 2                | 12               | 10               | 12               | 21 | 14                   | 35                   | 11                   |                      |                      |
| 1936-1937  | Redmen de Copper Cliff Redmen | NOHA       | 12  | 10               | 2                | 12               | 17               |                  |    |                      |                      |                      |                      |                      |
| 1937-1938  | Bruins de Boston              | LNH        | 6   | 0                | 1                | 1                | 2                |                  |    |                      |                      |                      |                      |                      |
| 1937-1938  | Reds de Providence            | IAHL       | 40  | 8                | 9                | 17               | 31               | 7                | 2  | 2                    | 4                    | 12                   |                      |                      |
| 1938-1939  | Bruins de Boston              | LNH        | 6   | 0                | 1                | 1                | 0                | 12               | 0  | 0                    | 0                    | 8                    |                      |                      |
| 1938-1939  | Bears de Hershey              | IAHL       | 45  | 12               | 12               | 24               | 29               |                  |    |                      |                      |                      |                      |                      |
| 1939-1940  | Bruins de Boston              | LNH        | 30  | 10               | 8                | 18               | 16               | 5                | 0  | 1                    | 1                    | 5                    |                      |                      |
| 1939-1940  | Bears de Hershey              | IAHL       | 22  | 9                | 10               | 19               | 20               |                  |    |                      |                      |                      |                      |                      |
| 1940-1941  | Bruins de Boston              | LNH        | 8   | 0                | 1                | 1                | 0                |                  |    |                      |                      |                      |                      |                      |
| 1940-1941  | Bears de Hershey              | LAH        | 36  | 13               | 17               | 30               | 20               | 9                | 3  | 3                    | 6                    | 11                   |                      |                      |
| 1941-1942  | Bears de Hershey              | LAH        | 10  | 6                | 8                | 14               | 2                |                  |    |                      |                      |                      |                      |                      |
| 1941-1942  | Bruins de Boston              | LNH        | 9   | 6                | 3                | 9                | 2                |                  |    |                      |                      |                      |                      |                      |
| 1941-1942  | Black Hawks de Chicago        | LNH        | 34  | 18               | 9                | 27               | 21               | 3                | 0  | 1                    | 1                    | 0                    |                      |                      |
| 1942-1943  | Black Hawks de Chicago        | LNH        | 50  | 28               | 16               | 44               | 44               |                  |    |                      |                      |                      |                      |                      |
| 1943-1944  | Kingston Army                 | OHA-Sr.    | 14  | 10               | 16               | 26               | 28               |                  |    |                      |                      |                      |                      |                      |
| 1945-1946  | Black Hawks de Chicago        | LNH        | 38  | 20               | 17               | 37               | 23               | 4                | 1  | 0                    | 1                    | 7                    |                      |                      |
| 1946-1947  | Black Hawks de Chicago        | LNH        | 60  | 21               | 19               | 40               | 12               |                  |    |                      |                      |                      |                      |                      |
| 1947-1948  | Black Hawks de Chicago        | LNH        | 60  | 11               | 13               | 24               | 18               |                  |    |                      |                      |                      |                      |                      |
| 1948-1949  | Black Hawks de Chicago        | LNH        | 57  | 8                | 4                | 12               | 16               |                  |    |                      |                      |                      |                      |                      |
| 1949-1950  | Black Hawks de Chicago        | LNH        | 59  | 6                | 2                | 8                | 6                |                  |    |                      |                      |                      |                      |                      |
| 1950-1951  | Black Hawks de Chicago        | LNH        | 2   | 0                | 0                | 0                | 0                |                  |    |                      |                      |                      |                      |                      |
| 1950-1951  | Sea Gulls de Milwaukee        | USHL       | 52  | 7                | 27               | 34               | 47               |                  |    |                      |                      |                      |                      |                      |
| Totaux LNH | Totaux LNH                    | Totaux LNH | 419 | 128              | 94               | 222              | 160              | 24               | 1  | 2                    | 3                    | 20                   |                      |                      |